# Piotruś. Wyprawa do Nibylandii
Piotruś. Wyprawa do Nibylandii (ang. Pan) – amerykański film przygodowy z 2015 roku w reżyserii Joe Wrighta. Adaptacja powieści Jamesa Matthew Barriego.

## Fabuła
Piotruś jest 12-letnim chłopcem o żywiołowej, buntowniczej naturze. W sierocińcu w Londynie, gdzie mieszkał od urodzenia, te cechy charakteru nie są tolerowane. Pewnej nocy chłopiec zostaje porwany do Nibylandii, gdzie przeżywa niesamowite przygody. Próbuje poznać sekret matki, która porzuciła go wiele lat temu, oraz odnaleźć swoje miejsce w tej krainie. Aby ocalić Nibylandię, wspólnie z Tygrysią Lilią i nowym przyjacielem Jamesem Hakiem musi rozprawić się z bezwzględnym piratem Czarnobrodym, dzięki temu pozna swoje prawdziwe przeznaczenie.

## Obsada
- Levi Miller jako Piotruś Pan
- Hugh Jackman jako Czarnobrody
- Garrett Hedlund jako kapitan James Hook
- Rooney Mara jako Tygrysia Lilia
- Adeel Akhtar jako Smee
- Nonso Anozie as Bishop
- Amanda Seyfried jako Mary
- Kathy Burke as Matka Barnabas
- Lewis MacDougall jako Nibs
- Jack Charles jako Wódz
- Cara Delevingne jako syrena
- Na Tae-joo jako Kwahu
- Bronson Webb jako Steps
- Kurt Egyiawan jako Murray
- Paul Kaye jako Mutti Voosht
- Emerald Fennell

## Wersja polska
Wersja polska: SDI Media Polska

Dialogi: Jakub Kowalczyk

Reżyseria: Wojciech Paszkowski

Nagranie i montaż dialogów: Dominika Kotarba

Kierownictwo produkcji: Beata Jankowska, Marcin Kopiec

W rolach głównych:
- Maciej Kowalik – James Hak
- Olaf Marchwicki – Piotruś
- Krzysztof Banaszyk – Czarnobrody
- Tomasz Steciuk – Smee
- Anna Cieślak – Tygrysia Lilia
- Jan Barwiński – Nibs
- Przemysław Nikiel – Bishop
- Paulina Kinaszewska – Mary
- Barbara Zielińska – Matka Barnabasz
- Mieczysław Morański – Wódz

W pozostałych rolach:
- Marta Dobecka
- Małgorzata Kozłowska
- Agata Pruchniewska
- Milena Suszyńska
- Diana Zamojska
- Krzysztof Bartłomiejczyk
- Kostek Barwiński
- Wojciech Chorąży
- Andrzej Chudy
- Franciszek Dziduch
- Jakub Jóźwik
- Robert Kuraś
- Bernard Lewandowski
- Piotr Makarski
- Marek Moryc
- Mateusz Narloch
- Krzysztof Plewako-Szczerbiński
- Kamil Pruban
- Łukasz Lewandowski

Źródło: